# Xian de Zizhou
Le xian de Zizhou (子洲县 ; pinyin : Zǐzhōu Xiàn) est un district administratif de la province du Shaanxi en Chine. Il est placé sous la juridiction de la ville-préfecture de Yulin.

## Démographie
La population du district était de 289 506 habitants en 1999.